# عالم‌آرا (فیلم)
عالم‌آرا (هندی: आलम आरा) نخستین فیلم ناطق هندی است.
کارگردان این فیلم، اردشیر ایرانی، از پارسیان هند، این فیلم را در سال ۱۹۳۱ ساخت.
اردشیر ایرانی که به اهمیت فیلم‌های غیرصامت پی برده بود کوشید تا ساخت این فیلم را پیش از چند فیلم ناطق دیگر در دست ساخت در آن زمان به پایان برساند. عالم‌آرا در ۱۴ مارس ۱۹۳۱ در سینما مجستیک بمبئی اکران شد. این فیلم چندان محبوب بود که برای مهار هجوم تماشاچیان پلیس ناچار به دخالت شد.
حلقه این فیلم مدت‌ها ناپدید شده‌بود تا این‌که تا ۱۹۶۷ دوباره در دسترس قرار گرفت.

## داستان

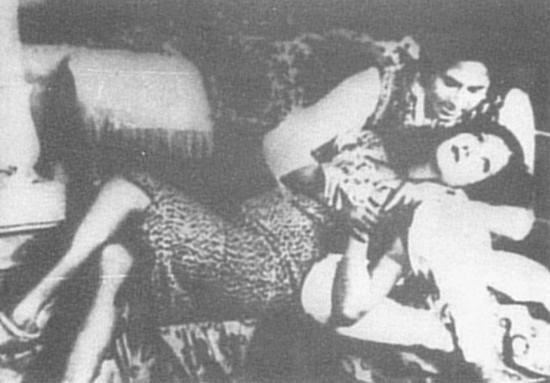
عکسی کمیاب از علم آرا اردشیر ایرانی، اولین فیلم ناطق هندی (1931). همانطور که در سال 1931 در هند منتشر شد، یک تصویر مالکیت عمومی است.

داستان فیلم داستان عشق بین یک شاهزاده و یک دختر کولی است. قصه در یک خاندان خیالی در قلمرو یک پادشاهی به نام کومارپور رخ می‌دهد. شخصیت‌های اصلی داستان، پادشاه و دو همسر متخاصم او به نام‌های دلبهار و نوبهار هستند. رقابت میان این دو همسر زمانی بالا می‌گیرد که یک مرتاض این‌گونه پیش‌گویی می‌کند که فرزند نوبهار ولیعهد پادشاه خواهد بود.
دلبهار خشمگین، می‌کوشد تا با وزیرالوزرای شاه، به نام سپهدار عادل، رابطه جنسی برقرار کند اما این اقدام به بن‌بست می‌خورد و دلبهار سپهدار عادل و دختر او که عالم‌آرا نام دارد را به تبعید می‌فرستد. در تبعید، کولی‌ها عالم‌آرا را می‌خرند. زمانی که عالم‌آرا به کاخ در کومارپور برمی‌گردد با شاهزاده جوانی آشنا شده و عاشق او می‌شود. در پایان داستان، سپهدار عادل آزاد می‌شود، دلبهار تنبیه می‌شود و عالم‌آرا با شاهزاده ازدواج می‌کند.